# العلاقات الإماراتية البريطانية
العلاقات الإماراتية البريطانية هي العلاقات الثنائية التي تجمع بين الإمارات العربية المتحدة والمملكة المتحدة.

## تاريخ
أدى اتفاق بين البريطانيين وحاكم الشارقة في عام 1932 إلى بناء مطار محصن يعرف باسم قلعة المهاتا ، للسماح بالتوقف على طريق الخطوط الجوية الإمبراطورية إلى بريسبان ، أستراليا. سُمح بعد ذلك بسلاح الجو الملكي في القوات الجوية بالوقود في الشارقة في الحرب العالمية الثانية. متحف المهاتا هو تذكير بوك (الخطوط الجوية الإمبراطورية سابقًا) وغيرها من الرحلات الجوية التي كانت تستخدم لتكرار المطار الأول في الإمارات.
لعبت بريطانيا أيضًا دورًا مهمًا في تشكيل الإمارات العربية المتحدة. كان الدفاع عن بريطانيا عن شيخ أبو ظبي في الأربعينيات والخمسينيات من القرن الماضي ضد التعديات والمطالبات على أراضيها ، من قبل ملك المملكة العربية السعودية آنذاك ، التي حماية النزاهة الإقليمية لما سيصبح الإمارات العربية المتحدة. في عام 1952 ، غزت القوة السعودية منطقة ما يعرف الآن (بورمي على الجانب العماني) وكان البريطانيون ، بالاقتران مع شيوخ أبو ظبي وسلطان عمان ، الذين أخرجوا قسراً في صراعهم المعروف باسم النزاع buraimi.
أدت التوترات المتعلقة بنزاع بورمي إلى تشكيل ، في عام 1951 ، من الكشافة العمانية الناتجة (المعروفة باسم الرسوم الإجمالية الحميدية): ضابط بريطاني مرفوع محليًا يضمن السلامة في الإماراتية حتى تم حله في ديسمبر 1971 تشكيل الإمارات العربية المتحدة. كانت الكشافة العمانية الصلاحية حاسمة في التطور الفعلي لجيش الإمارات المستقل في الإمارات ، لأن بقايا الكشافة ستشكل نواة ما قد يصبح في النهاية القوات المسلحة الإماراتية.
في فبراير 2023 ، اختتمت الدوري الإنجليزي الممتاز تحقيقًا لمدة أربع سنوات ، مدعيا أن مانشستر سيتي انتهكت أكثر من 100 من لوائحها في مناسبات مختلفة بين 2009-18 ، منذ أن حصلت عليها عائلة أبو ظبي الحاكمة. وشملت الانتهاكات توفير المعلومات المالية المضللة. زُعم أن سيتي أيضًا من 30 خرقات إضافية تتعلق بفشلها في التعاون مع التحقيق في الدوري الإنجليزي الممتاز منذ ديسمبر 2018.,, في سبتمبر 2023 ، ذكرت The Athletic أن سفارة المملكة المتحدة في أبو ظبي ومكتب الكومنولث والتنمية (FCDO) في لندن ناقشوا هذه التهم الموجهة إلى مانشستر سيتي. ومع ذلك ، رفضت حكومة المملكة المتحدة الكشف عن المراسلات ، قائلة إنها ستعرض لعلاقات المملكة المتحدة الثنائية مع الإمارات العربية المتحدة. كما تم إدانة الزعماء السياسيين في مانشستر لعدم استخدام مواقفهم لانتقاد حقوق الإنسان في الإمارات العربية المتحدة ، وبدلاً من ذلك تمكين أجندتها للرياضة. بعد استحواذ سيتي من قبل أبو ظبي في عام 2008 ، زادت حكومة المملكة المتحدة من استثمار الإمارات في مانشستر. في عام 2013 ، تم إنشاء "Project Falcon" ، وهو فريق من 10 مسؤوليين ، لمنح الإمارات وصولًا متميزًا إلى النخب السياسية البريطانية ، و NHS ، والمؤسسات المشهورة عالميًا وصفقات الأراضي الرئيسية. في العام التالي ، وقع مجلس مدينة مانشستر شراكة مشتركة لمدة 10 سنوات مع مجموعة أبو ظبي يونايتد (ADUG) لبناء 6000 منزل جديد.,
في أكتوبر 2023 ، كانت حكومة المملكة المتحدة تواجه ضغطًا للتحقيق في تورط الشيخ منصور بن زايد النحيان مع الروس. زُعم أن الشيخ منصور يساعد الروس الأثرياء على نقل أصولهم إلى الإمارات والتهرب من العقوبات الدولية. إذا ثبت أن هذه الادعاءات ضد الشيخ منصور صحيحة ، فهناك احتمال عدم تأهيله باعتباره مالك مانشستر سيتي وفقًا لقواعد الدوري الممتاز.
خلال اجتماع استضافه مجلس الأمن التابع للأمم المتحدة في أبريل/نيسان 2024 بشأن حرب السودان بناءً على نداء من المملكة المتحدة، اتهم ممثل السودان الإمارات بدعم قوات الدعم السريع. ونفت الإمارات هذه الاتهامات، وألغت في وقت لاحق اجتماعات مع عمدة المدينة مايكل ماينيلي ووزراء بريطانيين آخرين كان من المقرر أن يناقشوا التمويل الأخضر. وفي الوقت نفسه، تم أيضًا إلغاء دعوة لأندرو جريفيث لزيارة الإمارات العربية المتحدة لمناقشة التعاون في مجال الفضاء. بدأت القضايا الدبلوماسية بعد أن بدأت المملكة المتحدة بالضغط على الإمارات لوقف دعم قوات الدعم السريع. تم إلغاء ما لا يقل عن أربعة اجتماعات وزارية. وقال السير براندون لويس إن ذلك كان مدعاة للقلق الشديد، وأن العلاقات مع الإمارات تضررت بعد حظر صفقة الاستحواذ المدعومة من الإمارات العربية المتحدة على صحيفة التلغراف. وقال إن النواب الذين عارضوا الصفقة حاولوا التأكيد بعناية على أن "المملكة المتحدة تقدر الشراكة مع الإمارات العربية المتحدة وستظل حريصة على الاستثمار الداخلي"، وبالتأكيد "ليس هذا هو ما ينظر إليه الإماراتيون". كما أكد السير براندون على ضرورة تحسين العلاقات مع دولة الإمارات العربية المتحدة، إما كحليف خليجي أو كمصدر للاستثمار الداخلي.
في مايو 2024، قام أوليفر دودن بزيارة سرية إلى الإمارات العربية المتحدة في محاولة لاستعادة العلاقات الدبلوماسية. وقال مسؤولون ومحللون من الجانبين إن عدة حوادث ساهمت في تمزيق العلاقة منذ عام 2018، عندما سجنت الإمارات الأكاديمي البريطاني ماثيو هيدجز بتهمة التجسس. لكن في الآونة الأخيرة، ساءت العلاقات بعد أن منعت حكومة المملكة المتحدة العرض الذي تدعمه الإمارات العربية المتحدة للاستحواذ على صحيفة التلغراف، وزعمت أن الإمارات تدعم قوات الدعم السريع السودانية. وقال الأستاذ الإماراتي عبد الخالق عبد الله إن على بريطانيا أن تأخذ الإمارات على محمل الجد عندما تكون غاضبة، مضيفا أن الوقت قد حان لتزور المملكة المتحدة الإمارات وتعتذر.
في يونيو 2024، زعمت مصادر أن مسؤولي وزارة الخارجية حاولوا تثبيط إدانة الإمارات العربية المتحدة بسبب دورها في توريد الأسلحة لميليشيا قوات الدعم السريع، من خلال الضغط على الدبلوماسيين الأفارقة لعدم انتقاد الإمارات. ووفقًا لمستشار قانوني كبير في مركز راؤول والينبرغ لحقوق الإنسان، يوناه دايموند، كانت المملكة المتحدة تقنع بعض الدول خلال المحادثات غير الرسمية في إثيوبيا بعدم انتقاد الإمارات العربية المتحدة. كما اتهم زعيم رابطة دارفور في الشتات، عبد الله إدريس أبو قردة، وزارة الخارجية والتنمية بإعطاء الأولوية لعلاقتها مع الإمارات العربية المتحدة، دون الاهتمام بالتزاماتها الأخلاقية. ونفت وزارة الخارجية والتنمية هذه الاتهامات.

## مقارنة بين البلدين
هذه مقارنة عامة ومرجعية للدولتين:
| وجه المقارنة                                              | الإمارات العربية المتحدة | المملكة المتحدة                 |
| --------------------------------------------------------- | ------------------------ | ------------------------------- |
| المساحة (كم2)                                             | 83.60 ألف                | 242.50 ألف                      |
| عدد السكان (نسمة)                                         | 9.40 مليون               | 66.02 مليون                     |
| الكثافة السكانية (ن./كم²)                                 | 112.44                   | 272.25                          |
| العاصمة                                                   | أبو ظبي                  | لندن                            |
| اللغة الرسمية                                             | اللغة العربية            | لغة إنجليزية، اللغة الويلزية    |
| العملة                                                    | درهم إماراتي             | جنيه إسترليني                   |
| الناتج المحلي الإجمالي (بليون دولار)                      | 382.58 مليار             | 2.62 تريليون                    |
| الناتج المحلي الإجمالي (تعادل القوة الشرائية) بليون دولار | 640.72 مليار             | 2.72 تريليون                    |
| الناتج المحلي الإجمالي الاسمي للفرد دولار أمريكي          | 40.44 ألف                | 43.88 ألف                       |
| الناتج المحلي الإجمالي للفرد دولار أمريكي                 | 67.67 ألف                | 40.23 ألف                       |
| مؤشر التنمية البشرية                                      | 0.835                    | 0.907                           |
| رمز المكالمات الدولي                                      | +971                     | +44                             |
| رمز الإنترنت                                              | .ae، .امارات             | .uk، .gb                        |
| المنطقة الزمنية                                           | ت ع م+04:00              | توقيت غرينيتش، توقيت غرب أوروبا |

## مدن متوأمة
في ما يلي قائمة باتفاقيات التوأمة بين مدن إماراتية وبريطانية:
- ترتبط دبي مع دندي باتفاقية توأمة منذ 2006.[28][28][28][28]

## منظمات دولية مشتركة
يشترك البلدان في عضوية مجموعة من المنظمات الدولية، منها:
| علم المنظمة | اسم المنظمة                               | تاريخ انضمام الإمارات العربية المتحدة | تاريخ انضمام المملكة المتحدة |
| ----------- | ----------------------------------------- | ------------------------------------- | ---------------------------- |
|             | مؤسسة التنمية الدولية                     | 23 ديسمبر 1981                        | 24 سبتمبر 1960               |
|             | يونسكو                                    | 20 أبريل 1972                         | 4 نوفمبر 1946                |
|             | وكالة ضمان الاستثمار متعدد الأطراف        | 20 أكتوبر 1993                        | 12 أبريل 1988                |
|             | الأمم المتحدة                             | 9 ديسمبر 1971                         | 24 أكتوبر 1945               |
|             | الفريق المعني برصد الأرض                  | ?                                     | ?                            |
|             | الاتحاد البريدي العالمي                   | ?                                     | ?                            |
|             | البنك الدولي للإنشاء والتعمير             | 22 سبتمبر 1972                        | 27 ديسمبر 1945               |
|             | المنظمة الهيدروغرافية الدولية             | ?                                     | ?                            |
|             | الاتحاد الدولي للاتصالات                  | 27 يونيو 1972                         | 24 فبراير 1871               |
|             | منظمة حظر الأسلحة الكيميائية              | ?                                     | ?                            |
|             | مؤسسة التمويل الدولية                     | 30 سبتمبر 1977                        | 20 يوليو 1956                |
|             | المركز الدولي لتسوية المنازعات الاستشارية | 22 يناير 1982                         | 18 يناير 1967                |
|             | منظمة التجارة العالمية                    | ?                                     | 1995                         |
|             | منظمة الشرطة الجنائية الدولية             | ?                                     | ?                            |
|             | البنك الإفريقي للتنمية                    | ?                                     | ?                            |

## أعلام
هذه قائمة لبعض الشخصيات التي تربطها علاقات بالبلدين:
- الإماراتيين في المملكة المتحدة
- مهدي التاجر (1931 – )
- هارولد بيرنرز وكر (دبلوماسي بريطاني، 19 أكتوبر 1932[36] – )

## وصلات خارجية
- موقع وزارة الخارجية الإماراتية
- موقع وزارة الخارجية البريطانية